# Johann Heinrich Keppele
Johann Heinrich Keppele (* 1. August 1716 in Treschklingen; † 1797 in Philadelphia) war ein deutscher Auswanderer und erster Präsident der German Society of Pennsylvania in Philadelphia.

## Leben
Keppele entstammte einer Familie von Schultheißen und Amtmännern der Freiherren von Gemmingen in Treschklingen. Im Jahr 1738 zählte er gemeinsam mit seinem Onkel Johann Michael Mayer (* 1703) und dessen insgesamt achtköpfiger Familie zu den ersten bekannten Auswanderern des kleinen Kraichgauorts. Die wenigen Auswanderer, die vor 1738 aus Treschklingen belegt sind, hatten sich mehrheitlich ebenfalls nach Pennsylvania gewandt. Nach 25-wöchiger Überfahrt, während der 250 Menschen an Typhus starben, traf Keppele auf der Charming Molly am 9. November 1738 in Philadelphia ein. Dort baute er einen Handels- und Importbetrieb für Wein, Zucker, Pulver, Blei, Papier und Zinngeschirr auf. 1764 wurde er in die General Assembly, das Parlament von Pennsylvania, gewählt. Im selben Jahr zählte er zu den Gründern der Deutschen Gesellschaft, die sich insbesondere gegen die Praxis des Verkaufs mittelloser Einwanderer wandte und diese karitativ betreute. Als Präsident der Deutschen Gesellschaft erreichte Keppele bereits 1765 Gesetzesänderungen zum Wohle der Einwanderer.
Die Deutsche Gesellschaft, der Keppele bis 1780 vorstand, war später auch in anderen Orten außer in Philadelphia tätig. 1784 erfolgte die Gründung der Deutschen Gesellschaft der Stadt New York.
Keppele heiratete in Philadelphia die aus Meckesheim stammende Anna Catharina Barbara Bauer. Der Verbindung entstammten acht Söhne und sieben Töchter. Sohn Heinrich und Enkel Michael engagierten sich ebenfalls in der Deutschen Gesellschaft. Der Enkel Michael Keppele wurde 1801 Bürgermeister von Philadelphia.